# 1984년 동계 올림픽 조선민주주의인민공화국 선수단
1984년 동계 올림픽 조선민주주의인민공화국 선수단은 유고슬라비아 사라예보에서 개최된 1984년 동계 올림픽에 참가한 올림픽 조선민주주의인민공화국 선수단이다.

## 스피드 스케이팅
- 한천옥
- 김창해
- 김광현
- 김송희
- 임리빈
- 박검현